# Thomas Zaufke
Thomas Zaufke (né le 11 décembre 1966 à Brême) est un compositeur allemand.

## Biographie
Dans les années 1980, Zaufke suit des cours de soutien du programme « Jugend komponiert » de la GEMA et du VDMK et, à partir de 1987, étudie à l'université des arts de Berlin. Depuis 1995, il est actif dans les domaines des comédies musicales et de la musique de scène. Au cours de ses études, Zaufke apparaît sur scène en tant qu'interprète musical pour diverses productions telles que Anything Goes et Cabaret. En collaboration avec l'auteur et metteur en scène Peter Lund, il crée la musique de nombreuses pièces, telles que Baby Talk (2000) et Mein Avatar und ich (2010), toutes créées au Neuköllner Oper à Berlin.  Zaufke travaille aussi pour de nombreuses maisons et productions : Il a composé pour le Düsseldorfer Schauspielhaus (Pünktchen und Anton et Ronja Räubertochter), le Schauspiel Hannover (Ugly Ducklings), le Schauspiel Kiel (Moby Dick) et le Grips-Theater (Rosa et Die Faxen Dicke). Zaufke composa et arrangea pour le Gewandhaus, le Renaissancetheater de Vienne, Gayle Tufts, Irmgard Knef, Tim Fischer, Isabel Weicken, Daniela Ziegler, Hartwig Rudolz et pour Kein Pardon – Das Musical ainsi que Luther – Zwischen Liebe, Tod und Teufel créée en 2017 au Odertal-Festspielen de l'Uckermärkische Bühnen Schwedt.

## Œuvres
- Baby Talk (2000), livret : Peter Lund
- Cinderella passt was nicht (2000), livret :Peter Lund
- Julius & die Geister (2002), mise en scène : Panhans
- Kannst du pfeifen, Johanna? (2002), mise en scène : Panhans
- Elternabend (2003), livret : Peter Lund
- Die wundersame Reise des kleinen Kröterichs (2003), mise en scène : Panhans
- Baden gehen (2003), mise en scène : Steiof
- Konrad, das Kind aus der Rose (2004), mise en scène : Mottl
- Letterland aka „Erwin Kannes – Trost der Frauen“ (2005), livret : Peter Lund
- Die Faxen dicke (2005), mise en scène : Panhans
- Held Müller (2006), livret : Peter Lund
- Der gestiefelte Straßenkater (2006), livet et mise en scène : Peter Lund
- Ugly Ducklings (2007), livret : Peter Lund
- Kauf Dir ein Kind (2007), livret : Peter Lund
- Mein Avatar und ich (2010), livret : Peter Lund
- Humboldt! ein Musical für Alexander von… (2010), livret : Ulrich Michael Heissig – Irmgard Knef
- Big Money (2011), livret : Peter Lund
- Alice im Wunderland (2012), livret : Henry Mason
- Drei Haselnüsse für Aschenbrödel (2013), livret : Katrin Lange, paroles : Edith Jeske
- Wagners Ding mit dem Ring (2013), livret : Ulrich Michael Heissig
- Die letzte Kommune (2013), livret : Peter Lund
- Schwestern im Geiste (2014), livret : Peter Lund
- Grimm! – Die wirklich wahre Geschichte von Rotkäppchen und ihrem Wolf (2014), livret : Peter Lund
- Kopfkino (2017), livret : Peter Lund
- Luther – Zwischen Liebe, Tod und Teufel (2017) livret : Ulrich Michael Heissing

## Source de la traduction
- (de) Cet article est partiellement ou en totalité issu de l’article de Wikipédia en allemand intitulé « Thomas Zaufke » (voir la liste des auteurs).